# Valerie Martin
Pour les articles homonymes, voir Martin (nom de famille).
Valerie Martin, née le 14 mars 1948 à Sedalia dans le Missouri, est une écrivaine américaine.
Son roman Property a remporté l'Orange Prize for Fiction en 2003.

## Jeunesse et formation
Valerie Martin naît le 14 mars 1948 à Sedalia (Missouri) de John Roger Metcalf, un capitaine de marine et Valerie Fleischer Metcalf. Elle est élevée à la Nouvelle-Orléans où elle étudie dans un lycée catholique (Mount Carmel Academy). Elle obtient un Bachelor of Arts de l'Université de La Nouvelle-Orléans en 1970 puis un Master of fine Arts du Programme pour poètes et écrivains de l'Université du Massachusetts à Amherst. Elle suit ensuite le cours d'écriture de Walker Percy à l'Université Loyola.

## Carrière académique
Martin enseigne dans plusieurs collèges et universités : 
- 1978–1979 :  Université du Nouveau-Mexique, Las Cruces (conférencier invité en écriture créative)
- 1980–1984 et 1985–1986 : Université de La Nouvelle-Orléans (professeur assistant d'anglais)
- 1984–1985 : Université de l'Alabama (écrivain en résidence / professeur associé invité)
- 1986–1989 : Mount Holyoke College (conférencier invité en écriture créative)
- 1989–1997 : Université du Massachusetts à Amherst (professeur associé d'anglais)
- 1998–1999 : Université Loyola (écrivain en résidence)
- 1999 et 2002 : Sarah Lawrence College (écrivain en résidence)
- Depuis 2009 : Mount Holyoke College (professeur d'anglais)[4],[5]

## Publications

### Romans
- Set in Motion (1978)[6]
- Alexandra (1979)[7]
- A Recent Martyr (1987)[8]
- Mary Reilly (1990)[9]
- The Great Divorce (1994)[10]
- Italian Fever (1999)[11]
- Property (2003)[12]
- Trespass (2007)[13]
- The Confessions of Edward Day (2009)[14]
- The Ghost of the Mary Celeste (2014)[15]

### Nouvelles
- Love: Short Stories (1977)[16]
- The Consolation of Nature, and Other Stories (1988)[17]
- The Unfinished Novel and Other Stories (2006)[18]
- Sea Lovers (2015)[19]

### Biographie
- Salvation: Scenes from the Life of St. Francis (2001)[20]

### Livres pour enfant
- Anton and Cecil: Cats at Sea (2013)[21]
- Anton and Cecil: Cats on Track (2015)[22]
- Anton and Cecil: Cats Aloft (2016)[23]

## Distinctions
- Louisiana Endowment for the Arts grant (1983)[1]
- Prix Janet Heidinger Kafka - vainqueur (1990)[24] pour Mary Reilly
- National Education Association award (1990)[1]
- Prix World Fantasy - nommée (1991) pour Mary Reilly[25]
- Prix Nebula - nommée (1991) pour Mary Reilly[25]
- Women's Prize for Fiction - vainqueur (2003) pour Property[25]
- Louisiana Writer Award (2010)[4]
- Bourse Guggenheim (2011)[26]